# Mazinho dos Anjos
Mazinho dos Anjos (Vitória, 18 de setembro de 1981) é um advogado e político brasileiro, filiado ao Partido da Social Democracia Brasileira (PSDB). Nas eleições de 2022, foi eleito deputado estadual do Espírito Santo.